# Contea di Boluo
La contea di Boluo (博罗县S, Bóluó XiàP) è una contea della Cina, situata nella provincia del Guangdong e amministrata dalla prefettura di Huizhou.